# District de Saint-Lô
Le district de Saint-Lô est une ancienne division territoriale française du département de la Manche de 1790 à 1795.

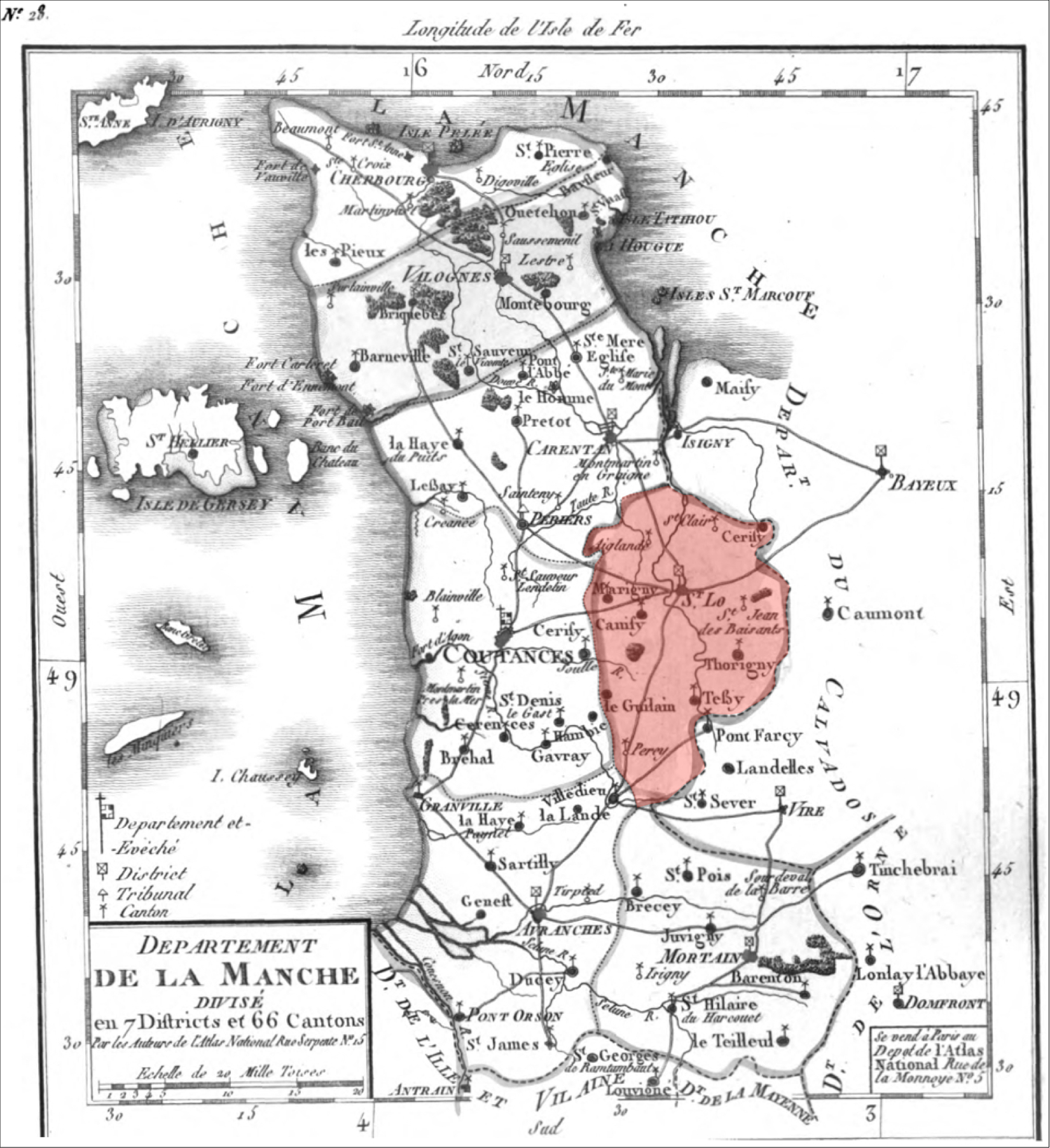
Localisation du district de Saint-Lô sur une carte de la Manche en 1792.

## Histoire
Ce district fut créé en application des décrets relatifs à la division du royaume des 15 janvier et 16 février 1790. Il fut supprimé en 1795, le district de Saint-Lô devint l'arrondissement de Saint-Lô, créé le 17 février 1800.

## Compositions
Il était composé de 9 cantons (graphie de 1791)  :
- Saint-Lo[2]
- Canisy[3]
- Aiglande[4]
- Marigny[5]
- Percy[6]
- Saint-Clair[7]
- Saint-Jean-des-Baisants[8]
- Tessy[9]
- Thorigny[10]